# Istruzioni alla servitù
Istruzioni alla servitù (Directions to servants) è un'opera dello scrittore irlandese Jonathan Swift (1667-1745).

## Storia del testo
Da una lettera inviata da Swift ad Alexander Pope nel 1732, parrebbe che l'opera sia stata concepita nel 1704, ma del libro Swift parla già (e per la prima volta) nel 1731, in una lettera a John Gay del 28 agosto. In questa lettera Swift rende noto a Gay che si è ritirato in campagna "per il pubblico bene" a lavorare a due opere. Una di queste corrisponde alle Directions.
Nel 1738 il manoscritto risulta smarrito e Swift, che a quell'epoca è già anziano (morirà sette anni dopo), preoccupato, insiste con il proprio editore per ritrovarlo. Nel 1740 il manoscritto risulta ritrovato, ma Swift è ormai troppo malato per potervi lavorare (ed in effetti non è certo che lo fece).
Le Istruzioni alla servitù furono pubblicate per la prima volta nel 1745, postume. Ad oggi sono sopravvissuti due manoscritti:
- il manoscritto Forster, custodito al Victoria and Albert Museum di Londra, scritto a cura di un copista e che pure contiene correzioni autografe di Swift
- il manoscritto Rothschild, autografo di Swift, con correzioni

Non è risultato facile datare i due manoscritti e comunque sono entrambi differenti rispetto all'edizione del 1745, che risulta più ricca di materiali. Se ne desume che esistettero altri originali, andati perduti, e che la prima edizione si basò su un terzo manoscritto e di altri materiali sparsi.

## L'opera
Le Istruzioni alla servitù si presentano come un manuale per servitori: chi scrive afferma di essere stato egli stesso un valletto, con sette anni di servizio alle spalle.
La natura delle istruzioni appare paradossale, tanto che Lodovico Terzi ha definito il libro "false istruzioni, o meglio istruzioni a mal fare". Chi scrive rappresenta virtualmente un sodale dei servitori. Di conseguenza i consigli del valletto-scrittore sono orientati interamente all'interesse dei servi. Egli dà consigli su come assentarsi dal servizio e farla franca, su come guadagnare sugli acquisti del padrone, su come non rinunciare ai piaceri in generale, anche quando ciò va a discapito della qualità del servizio. Scrive ancora Terzi: "In questo gioco, ogni aspetto dell'attività pratica e della situazione psicologica di una grande casa settecentesca è tirato in ballo con una straordinaria precisione, cosicché ogni scenetta comprende una istruzione al rovescio e una descrizione al dritto".

## Le traduzioni italiane
La prima traduzione italiana uscì nel 1928 presso le edizioni Apollo di Bologna, col titolo L'arte di derubare i padroni: consigli ai domestici d'ambo i sessi. Del 1978 è la prima edizione Adelphi col titolo Istruzioni alla servitù; nel 1987 la Biblioteca Universale Rizzoli pubblica il libro a cura di Attilio Brilli col titolo Istruzioni ai domestici. Nel 1991 la casa editrice Nuages di Milano pubblica un'edizione col titolo Istruzioni alla servitù illustrata da Francesco Tullio Altan.